# Richard D. James Album
Albums de Aphex Twin
Girl/Boy
(maxi)
(1996) 51/13 Singles Collection
(compilation)
(1996)
Richard D. James Album est un album d'Aphex Twin sorti en 1996 sous le label Warp Records. 
L'album, titré d'après le nom d'Aphex Twin (Richard David James), comprend l'utilisation de synthétiseurs virtuels et de rythmes non conventionnels. John Bush d'AllMusic note qu'il s'agit du premier album studio de James à faire la part belle à la musique jungle, et qu'il est « plus extrême que la quasi-totalité de la jungle créée à l'époque », avec des rythmes discordants superposés aux mélodies plus lentes qui caractérisent ses œuvres ambient antérieures. L'album est salué par la critique et est classé 40e dans la liste des "100 meilleurs albums des années 1990" par Pitchfork en 2003, qui estime que l'album « était l'une des combinaisons les plus agressives de formes électroniques disparates lors de sa sortie », avec son « contraste presque brutal entre ses éléments, créant un marqueur qui le rend actuel depuis 1996 ». En 2003, Richard D. James Album figure à la 55e place du classement des 100 meilleurs albums de tous les temps du NME.

## Liste des morceaux
| 1.    | 4                        | 3:34 |
| 2.    | Cornish Acid             | 2:15 |
| 3.    | Peek 824545201           | 3:01 |
| 4.    | Fingerbib                | 3:46 |
| 5.    | Corn Mouth               | 2:29 |
| 6.    | To Cure A Weakling Child | 3:58 |
| 7.    | Goon Gumpas              | 1:57 |
| 8.    | Yellow Calx              | 3:00 |
| 9.    | Girl/Boy Song            | 4:47 |
| 10.   | Logan Rock Witch         | 3:31 |
| 32:57 |                          |      |

La version américaine de cet album, sortie en 1997, contient 5 autres morceaux bonus (déjà sortis sur le maxi Girl/Boy EP) :
| 11.   | Milkman                       | 4:08 |
| 12.   | Inkey$                        | 1:21 |
| 13.   | Girl/Boy (£18 Snare Rush mix) | 1:54 |
| 14.   | Beetles                       | 1:26 |
| 15.   | Girl/Boy (Redruth mix)        | 1:37 |
| 43:23 |                               |      |